# Grootzegel

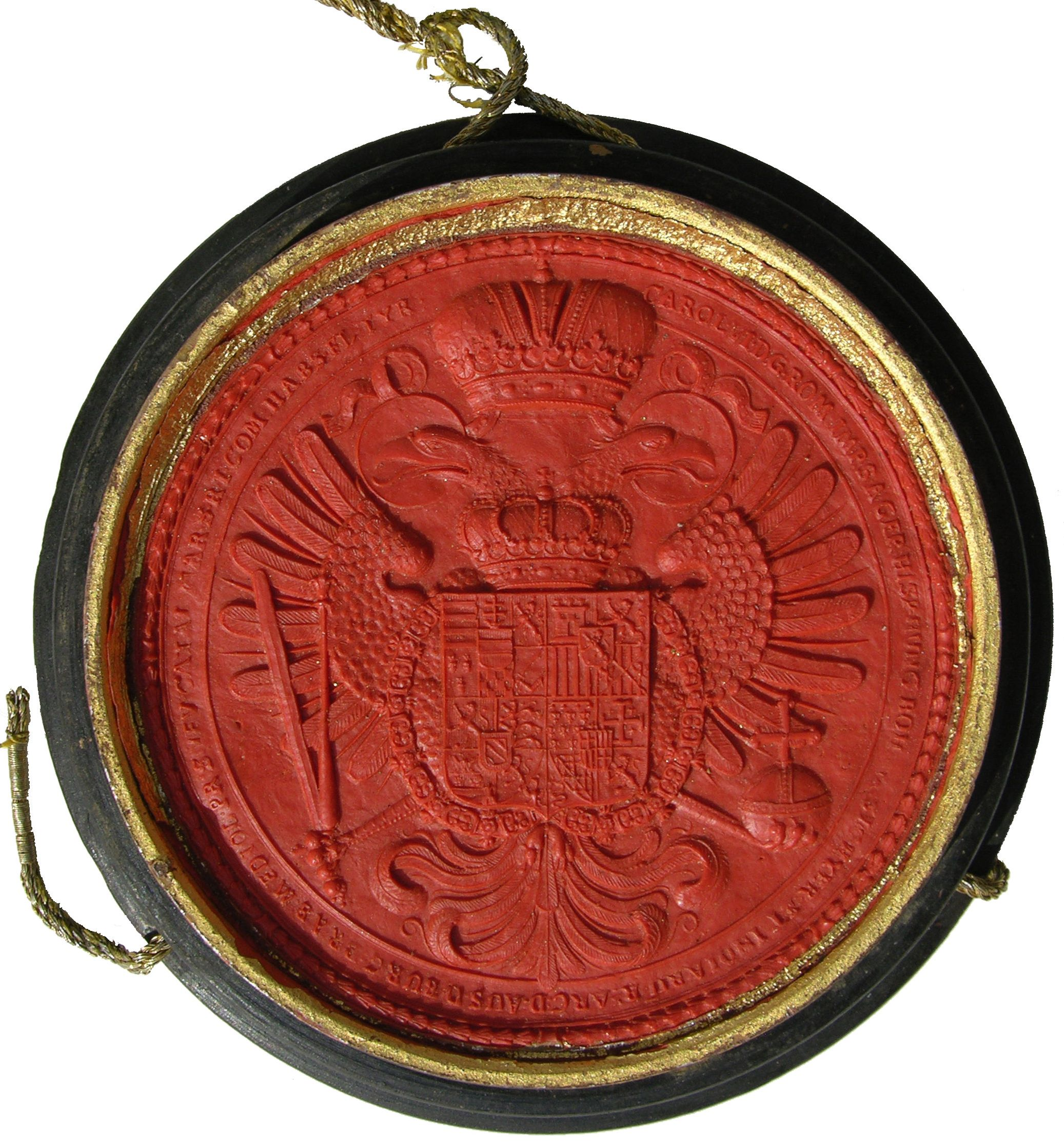
In rode was uitgevoerd grootzegel van keizer Karel VI

Een grootzegel is het belangrijkste zegel van een vorst of van een staat. Het werd en wordt gebruikt als waarborg voor de echtheid van de belangrijkste en meest plechtige oorkonden en documenten. Grootzegels zijn, vanwege hun grootte, bijna altijd van was, maar tegenwoordig worden ze ook vaak met een speciale pers of tang in reliëf op het betreffende document gedrukt. Het bewaren van het grootzegel is de taak van de grootzegelbewaarder. Dit was in het verleden vaak een apart ambt aan het hof of was gecombineerd met dat van kanselier. Tegenwoordig wordt het grootzegel meestal bewaard door een minister.

## Geschiedenis

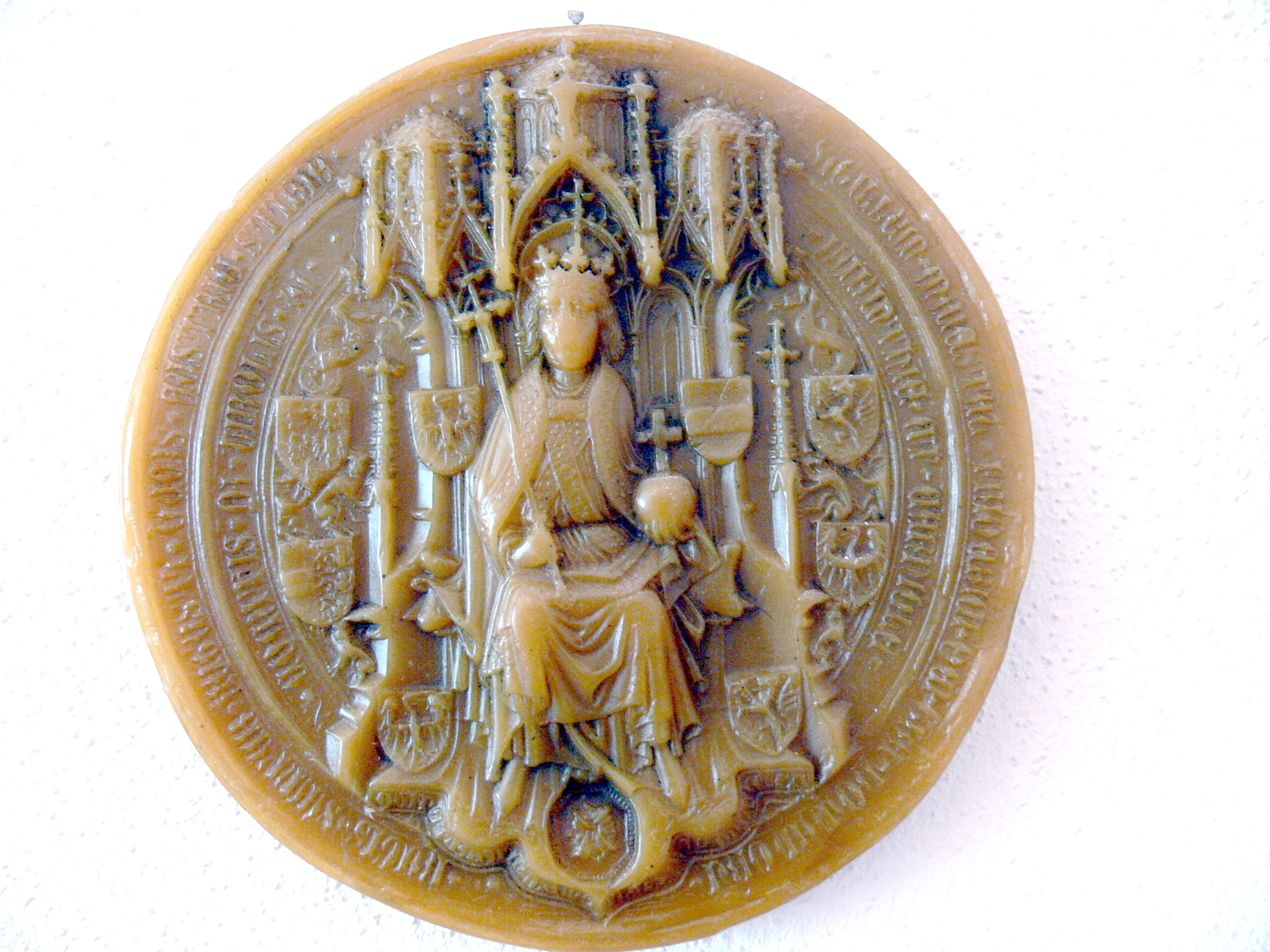
Grootzegel van keizer Frederik III (1452)

In de loop van de middeleeuwen kreeg het zegel van de keizer, koningen en andere vorsten geleidelijk aan een steeds groter formaat. Een van de grootste was het zogeheten groot keizerzegel van keizer Frederik III, dat een diameter had van dertien centimeter. Alleen al vanwege zulke afmetingen ging men deze zegels sinds de late middeleeuwen aanduiden als het grootzegel. In dezelfde periode kwamen naast dit grootzegel een kleiner contrazegel, een kleinzegel en een signet in gebruik voor minder belangrijke documenten en meer vertrouwelijke brieven. Het grootzegel bleef bestemd voor de belangrijkste en meest plechtige oorkondes, zoals verdragen, wetgeving, hoge benoemingen, adelsbrieven en andere belangrijke privileges.
Toen naar aanleiding van de Franse Revolutie aan het eind van de 18e eeuw de soevereiniteit van de vorst overging naar de staat, werd in de nu constitutioneel geworden monarchieën het grootzegel van de koning tevens het grootzegel van de staat. Ook republieken lieten een eigen grootzegel vervaardigen om daarmee onder meer internationale verdragen te kunnen bezegelen. Grootzegels van republieken vertonen meestal het staatswapen (bijvoorbeeld het grootzegel van de Verenigde Staten) of een allegorische afbeelding (bijvoorbeeld Frankrijk). Om die reden blijven ze doorgaans ook ongewijzigd. Hooguit worden de stempels vervangen wegens slijtage en wordt bij die gelegenheid de afbeelding stilistisch gemoderniseerd. In monarchieën laat daarentegen elke vorst direct na zijn inhuldiging of kroning een eigen grootzegel ontwerpen en vervaardigen, met daarop zichzelf in vol ornaat afgebeeld.

## Landen
De meeste landen hebben voor het bezegelen van hun belangrijkste documenten, zoals internationale verdragen of belangrijke benoemingen, een eigen grootzegel. Bij monarchieën vertoont dit zegel vaak een afbeelding van de regerende vorst en wordt het bovendien aangebracht aan de akte van abdicatie van de vorst en aan adelsdiploma's.

### Koninkrijk der Nederlanden
Het grootzegel van het Koninkrijk der Nederlanden is tevens het grootzegel van de regerende vorst. Voor de bezegeling van internationale verdragen wordt het in reliëf afgedrukt en voor adelsdiploma's en de akte van abdicatie wordt het in rode was uitgevoerd.
Het huidige grootzegel van Nederland vertoont een portret van koning Willem-Alexander, met daaromheen het randschrift WILLEM-ALEXANDER KONING DER NEDERLANDEN. Het grootzegel van koningin Beatrix had een diameter van 11 centimeter en vertoont een afbeelding van Beatrix in inhuldigingsgewaad, staande in een scheepje, met daar omheen het randschrift BEATRIX KONINGIN DER NEDERLANDEN.
Het grootzegel van koningin Juliana was echter spitsovaal van vorm en mat 12 bij 6,7 centimeter. Het vertoonde de koningin, staand ten voeten uit in inhuldigingsgewaad, met in de rechterhand de rijksappel en in de linker de scepter. Het randschrift luidde: JULIANA KONINGIN DER NEDERLANDEN PRINSES VAN ORANJE-NASSAU. Dit zegel, ontworpen en gesneden door Oswald Wenckebach, is onder meer gebruikt voor de aktes van de soevereiniteitsoverdracht aan Indonesië in 1949, het Statuut voor het Koninkrijk der Nederlanden in 1954 en de erkenning van de republiek Suriname in 1975.
Koningin Wilhelmina gebruikte tussen 1891 en 1898 een ruiterzegel, dat na haar inhuldiging op 6 september 1898 werd vervangen door een troonzegel in renaissancestijl van 12 centimeter in doorsnee. Als contrazegel fungeerde een kleiner zegel met een afbeelding van het Nederlandse rijkswapen en de wapenspreuk Je Maintiendrai.
Koning Willem I voerde sinds 1815 een grootzegel dat qua afbeelding een ruiterzegel was en dat in 1819 werd vervangen door een troon- of majesteitszegel. Koning Willem II gebruikte hetzelfde ruiterzegel als Willem I, zij het dat in het randschrift "Willem I" was gewijzigd in "Willem II". Het werd, na meer ingrijpende aanpassingen, ook gebruikt door koning Willem III. Zowel Willem II als Willem III beschikten daarnaast over een portretzegel, dat echter weinig werd gebruikt. Deze zegels hadden een diameter van tussen de 10 en 11 centimeter en een contrazegel met daarop het Nederlandse rijkswapen.
In Nederland berusten de stempels voor het grootzegel en het bijbehorende contrazegel sinds 1898 bij de minister van Justitie, die daarmee als grootzegelbewaarder fungeert. De stempels bevinden zich in een kluis op het ministerie. Toen de Nederlandse regering in 1940 naar Engeland vluchtte heeft de minister naar verluidt verzuimd deze stempels mee te nemen. De oude grootzegelstempels worden bewaard door de Hoge Raad van Adel, waar ze in de studiezaal tentoongesteld zijn.

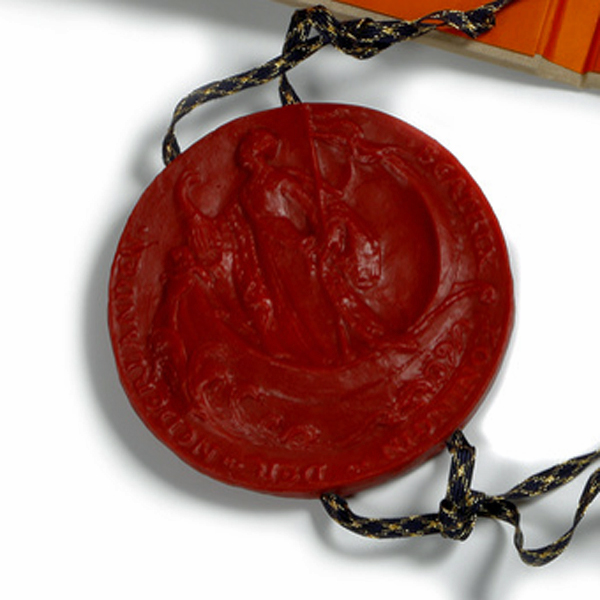
Grootzegel van koningin Beatrix aan haar akte van abdicatie (2013)
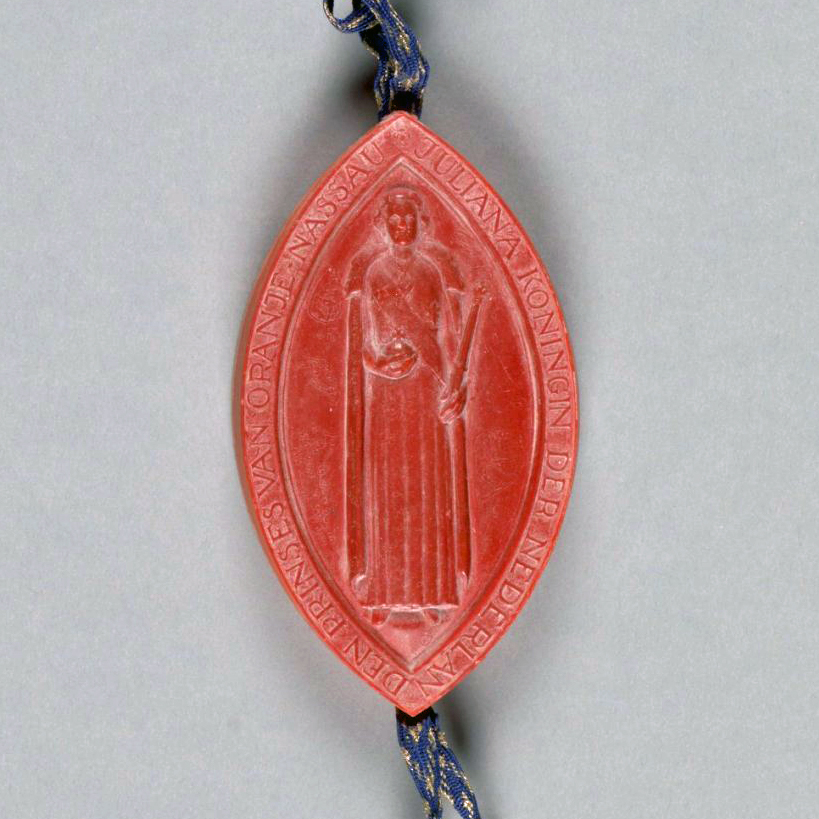
Grootzegel van koningin Juliana aan de erkenning van Suriname (1975)
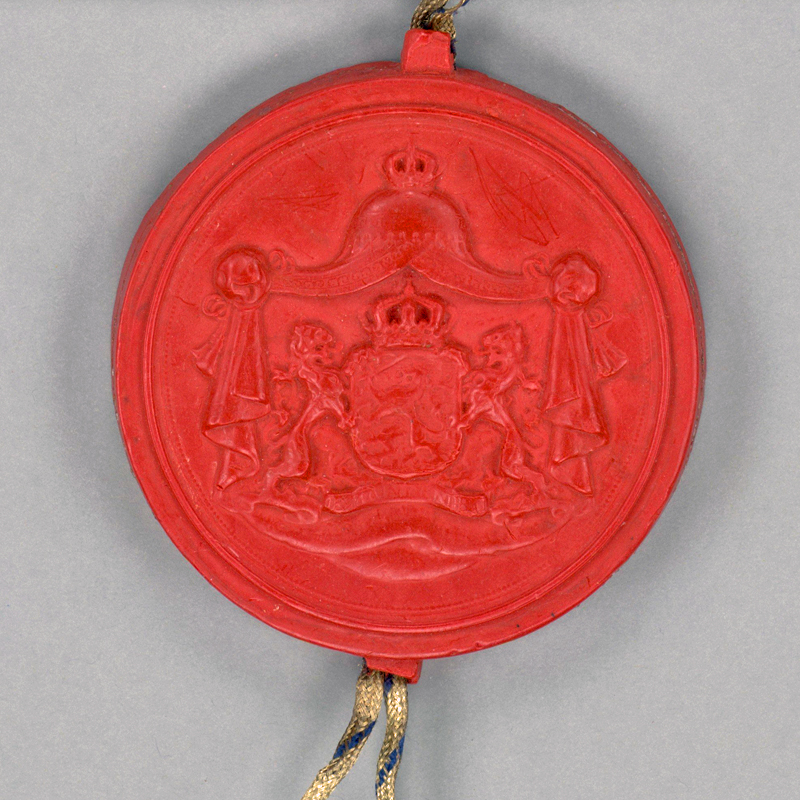
Contrazegel van koningin Wilhelmina aan haar akte van abdicatie (1948)
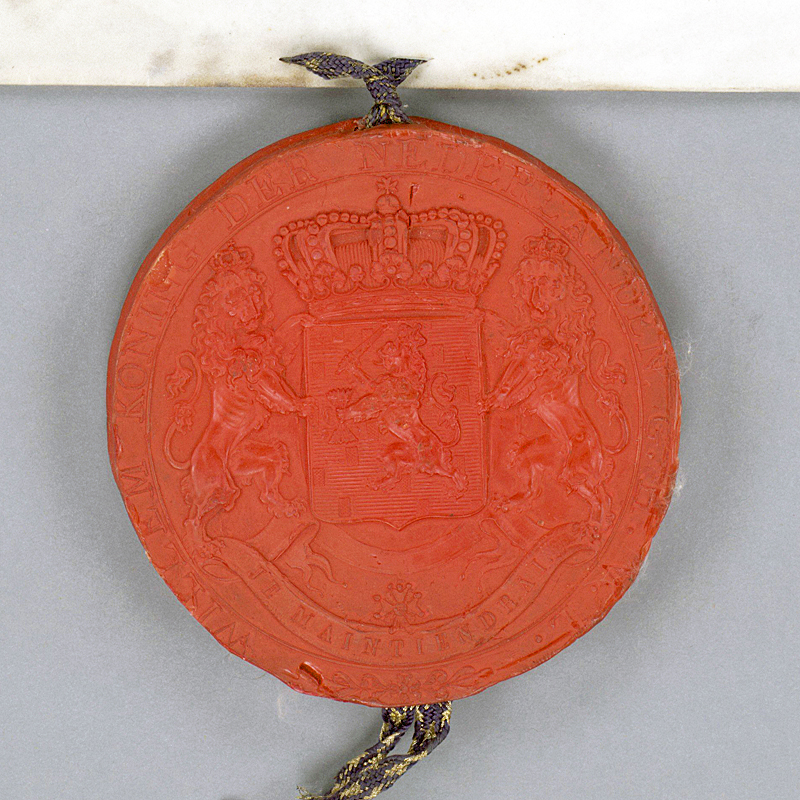
Contrazegel van koning Willem I aan zijn akte van abdicatie (1840)

### Republiek der Zeven Provinciën

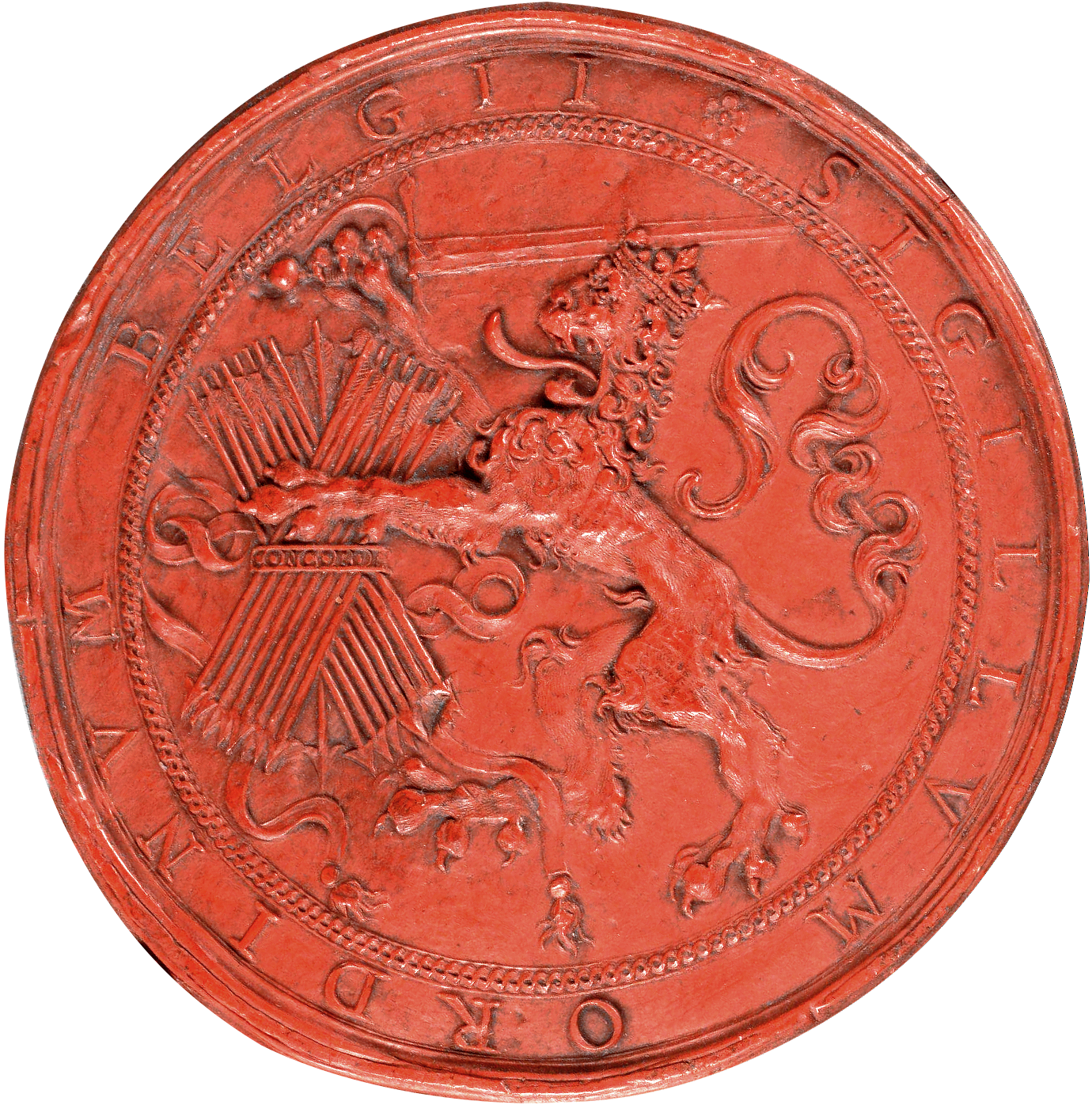
Het grootzegel van de Staten-Generaal (1649)

Voordat Nederland in 1813 een monarchie en in 1795 een eenheidsstaat werd, vormde dit gebied sinds 1578 de Republiek der Zeven Provinciën of Zeven Verenigde Nederlanden en was daarmee een van de weinige republieken van het ancien régime. Het hoogste gezag lag niet bij een vorst, maar bij de verenigde vergadering van de provinciale Staten, de Staten-Generaal.
Op 11 september 1578 besloten de Staten-Generaal dat een eigen grootzegel vervaardigd diende te worden met daarop de afbeelding van een gekroonde heraldische leeuw (de Nederlandse leeuw of Leo Belgicus in het Latijn), met in de ene klauw een zwaard en in de andere een bundel van 17 pijlen, bijeengehouden door een band met daarop het woord CONCORDIA (eendracht). Deze pijlen staan symbool voor de toen nog Zeventien Provinciën die de Staten-Generaal formeel gezien pretendeerde te vertegenwoordigen. Het randschrift luidde: SIGILLVM ORDINVM BELGII. Het contrazegel vertoonde een wolk met daaruit een hand, die eveneens een bundel van 17 pijlen vasthoudt. Het randschrift hierbij luidde: VIRTVS VNITA FORTIOR (Eendracht maakt macht).
Op 27 juli 1662 besloten de Staten-Generaal echter tot de vervaardiging van een nieuw grootzegel, dit keer met slechts zeven pijlen in de klauw van de leeuw: In deliberatie gelirt synde, is goedgevonden en verstaen, dat een nieuw grootzegel van hun Staten Generaal der Vereenichde Nederlanden (met seven pijlen gemaackt is) gesneden sal (oock voortaan gebruyckt sal) worden, een op deselve groote als het grootzegel tot noch toe gebruyckt, t'welck tot een eeuwige gedachtenisse geseponeert en bewaert sal worden in de secrete kasse van h.m.
De stempels voor dit grootzegel werden vermoedelijk bewaard door de raadpensionaris, officieel de juridisch adviseur van de Staten van Holland, maar in de praktijk vaak de hoogste en invloedrijkste ambtenaar van de Republiek.

### België
Of ook in België nog steeds een grootzegel wordt gebruikt is niet duidelijk. In elk geval werden onder koning Leopold II de adelsbrieven voorzien van een grootzegel in rode was met daarop een afbeelding van het groot wapen van België.

### Frankrijk

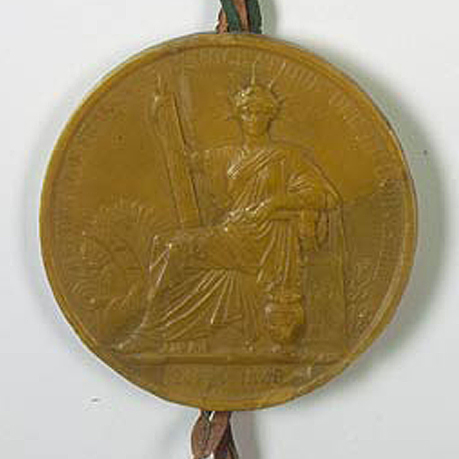
Het grootzegel van Frankrijk zoals bevestigd aan de grondwet van 1848

In Frankrijk vertoont het grootzegel een allegorische afbeelding van Juno als personificatie van de vrijheid, omringd door symbolen voor kunst, landbouw en industrie. Het randschrift luidt: RÉPUBLIQUE FRANÇAISE, DÉMOCRATIQUE, UNE ET INDIVISIBLE. Op de achterzijde staat de tekst AU NOM DU PEUPLE FRANÇAIS, omringd door een lauwerkrans en het motto: LIBERTÉ, ÉGALITÉ, FRATERNITÉ.
Dit zegel is vervaardigd naar aanleiding van de stichting van de Tweede Republiek in 1848. Tijdens de Vierde Republiek werd dit grootzegel alleen gebruikt ter bezegeling van de grondwet van 27 oktober 1946. Vervolgens werd op 4 oktober 1958 de grondwet van de Vijfde Republiek van dit zegel voorzien en wordt sindsdien alleen nog gebruikt voor enkele grondwetswijzigingen.
De Franse minister van Justitie fungeert als grootzegelbewaarder (Garde des Sceaux). Nadat het grootzegel tussen 1920 en 1946 niet meer gebruikt was, was het recept voor het vervaardigen van de juiste was verloren gegaan. Voor de bezegeling van de grondwet van 1946 moesten daarom eerst proeven worden gedaan. Uiteindelijk kon de grondwet met een zegel van rode was bezegeld worden. Daarna gebruikte men gele/naturelkleurige was, maar in 2002 keerde men weer terug naar de kleur groen, zoals onder het ancien régime gebruikelijk was.

### Duitsland

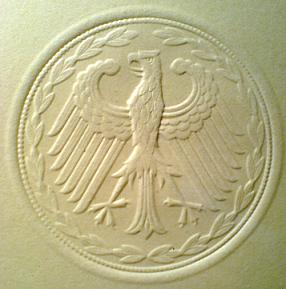
In reliëf afgedrukt grootzegel van de Bondsrepubliek Duitsland

In de Bondsrepubliek Duitsland vertoont het grootzegel een afbeelding van de heraldische adelaar uit het wapen (de Bundesadler), omringd door een lauwerkrans. Dit zegel wordt gebruikt ter bezegeling van officiële oorkondes van de hoogste ambten, organen en gerechtshoven van de Bondsrepubliek, zoals de Bondspresident, de Bondskanselier, het Bundesverfassungsgericht, de afzonderlijke ministeries, de rekenkamer en de Bundesbank. Het wordt in alle gevallen als reliëf op het betreffende document gedrukt.
Naast het grootzegel is er ook een klein zegel (het Kleine Bundessiegel) dat gebruikt wordt door de afzonderlijke organen en onderdelen van de Duitse federale overheid. Dit kleine zegel vertoont eveneens de Bundesadler, maar dan met de naam van de betreffende instantie als randschrift.

### Verenigd Koninkrijk

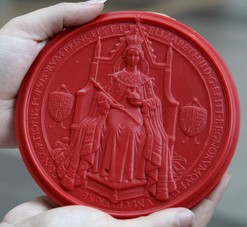
Het grootzegel van koningin Elizabeth II voor Schotland

In het Verenigd Koninkrijk zijn er aparte grootzegels voor de verschillende rijksdelen. Naast het Great Seal of the Realm of Great Seal of the United Kingdom is er sinds de 14e eeuw een Great Seal of Scotland, sinds 1922 een Great Seal of Northern Ireland en sinds 2011 een Welsh Seal die elk een wat andere vormgeving hebben.
Het Great Seal of the Realm wordt bewaard door de Lord Chancellor, die hiermee als grootzegelbewaarder fungeert. Het huidige grootzegel heeft een diameter van 6 inches (ruim 15 centimeter) en vertoont aan de voorzijde een afbeelding van koningin Elizabeth II in kroningsgewaad en met scepter en rijksappel in haar handen. Op de achterzijde bevond zich aanvankelijk een afbeelding van de koningin gekleed in militair uniform en gezeten te paard, maar in 2001 is er een nieuw stempel gesneden dat voor het eerst het volledige koninklijke wapen op de achterzijde heeft.
Afhankelijk van het onderwerp wordt dit grootzegel in verschillende kleuren was uitgevoerd: donkergroen voor verheffingen in de adelstand, blauw voor regelingen aangaande de koninklijke familie en rood voor de benoeming van bisschoppen en alle overige staatsaangelegenheden. Voor minder belangrijke overheidsdocumenten wordt het grootzegel in reliëf op een rond en gekleurd stuk papier gedrukt, dat vervolgens op het betreffende document wordt geplakt.

### Verenigde Staten

Voorzijde van het grootzegel van de Verenigde Staten in getekende vorm

In de Verenigde Staten van Amerika wordt met de term Grootzegel van de Verenigde Staten (Great Seal of the United States) zowel een al of niet gekleurde tekening, als het in reliëf vervaardigde zegel aangeduid. Laatstbedoelde grootzegel wordt gebruikt om internationale verdragen en andere officiële documenten van de federale overheid mee te bezegelen. Het grootzegelstempel bevindt zich in een speciaal meubel met een schroefpers, dat in een beveiligde glazen ruimte in de Exhibit Hall van het U.S. State Department in Washington staat opgesteld. Aangezien het stempel deze ruimte nooit verlaat, kunnen bezoekers het zelfs bezichtigen wanneer het gebruikt wordt om het grootzegel op documenten te drukken. Dit gebeurt door een daartoe aangewezen ambtenaar van het State Department, nadat de Secretary of State, die als grootzegelbewaarder (Keeper of the Great Seal) fungeert, het contraseign heeft geplaatst naast de handtekening van de president.

## Universiteiten
Universiteiten hebben doorgaans ook een eigen grootzegel. Dit wordt gebruikt op diploma's, waarop het vaak in de vorm van een reliëf wordt gedrukt of zich als watermerk in het papier bevindt. Bij een wetenschappelijke promotie in Nederland wordt de doctorsbul vaak voorzien van het grootzegel in de vorm van een lakzegel.